# Lucyna Langer
Pour les articles homonymes, voir Langer.
Lucyna Langer, née Kałek le 9 janvier 1956, est une ancienne athlète polonaise, spécialiste du sprint et des haies. Elle a remporté la médaille de bronze du 100 m haies aux Jeux olympiques d'été de 1980 à Moscou. Elle a également remporté deux titres européens.

## Palmarès

### Jeux olympiques d'été
- Jeux olympiques d'été de 1980 à Moscou ( Union soviétique)
  -  Médaille de bronze sur 100 m haies
  - 7e en relais 4 × 100 m

### Championnats d'Europe d'athlétisme
- Championnats d'Europe d'athlétisme de 1978 à Prague ( République tchèque)
  - 5e sur 100 m haies
- Championnats d'Europe d'athlétisme de 1982 à Athènes ( Grèce)
  -  Médaille d'or sur 100 m haies

### Championnats d'Europe d'athlétisme en salle
- Championnats d'Europe d'athlétisme en salle de 1984 à Göteborg ( Suède)
  -  Médaille d'or sur 60 m haies